# Acetammide
L'acetammide o acetamide è un composto organico di formula CH3-CO-NH2, ammide dell'acido acetico. In condizioni standard appare come un solido cristallino igroscopico con sistema esagonale, incolore, inodore ed amaro al gusto. L'acetammide risulta molto solubile nei solventi polari come l'acqua (sono sufficienti circa 0,5 ml per solubilizzare 1 g di sostanza), l'etanolo (0,5 g/ml) e la piridina (0,17 g/ml), ed è altressì solubile in solventi organici quali cloroformio, glicerolo e benzene riscaldato, risultando anche parzialmente solubile nel dietiletere. Trova largo impiego a livello industriale, principalmente come solvente, come plastificante e in sintesi organiche di varia natura; tra i derivati degni di nota ci sono la N,N-dimetilacetammide (DMA) e la tioacetammide (TAA).

## Sintesi
L'acetammide può essere sintetizzata in differenti metodiː in laboratorio si produce dall'acetato di ammonio per disidratazione.
{\displaystyle {\ce {[NH4][CH3CO2] -> CH3C(O)NH2 + H2O}}}
La sintesi comincia con la miscelazione proporzionale diretta tra l'ammoniaca e l'ossiacido acetico, determinando la formazione di sali di acetato d'ammonio. Questo accade perché la reazione tra i due composti determina il legamento dell'atomo d'idrogeno appartenente al gruppo carbossilico dell'ossiacido acetico con l'atomo d'azoto dell'ammoniaca, venendo a formare uno ione negativo di acetato e distintamente uno ione positivo d'ammonio, i quali si trattengono a causa delle due cariche elettriche opposte e ne formano il relativo composto chimico: l'acetato d'ammonio. Un conseguente lento riscaldamento del composto in questione determina la produzione di acqua - che deriva dalla riduzione termica dell'acetato d'ammonio - e acetammide,  il prodotto finale di questo processo complessivo di sintesi organica. 
Alternativamente l'acetammide può essere ottenuta con una buona resa mediante l'ammonolisi dell'acetilacetone nelle stesse condizioni utilizzate nell'aminazione riduttiva.
Per quanto riguarda i metodi industriali, essi sono analoghi a quelli usati in laboratorio. L'acetammide viene prodotta disidratando l'acetato di ammonio o tramite l'idrolisi dell'acetonitrile, un sottoprodotto della produzione dell'acrilonitrile.
{\displaystyle {\ce {CH3CN + H2O -> CH3C(O)NH2}}}

## Abbondanza e disponibilità
L'acetammide è stata rilevata vicino al centro della galassia della Via Lattea. Questa scoperta supporta la teoria che le molecole organiche tipiche degli esseri viventi possono formarsi anche nello spazio.
Il 30 luglio 2015, la sonda Philae, ha effettuato delle misurazioni sulla superficie della cometa 67/P, che hanno rivelato sedici composti organici, tra i quali: l'acetammide, l'acetone, l'isocianato di metile e la propionaldeide, mai visti prima su una cometa.

## Applicazioni
Viene utilizzata come precursore della tioacetammide. Inoltre trova largo impiego a livello industriale, principalmente come solvente, come plastificante e in sintesi organiche di varia natura (tra i derivati degni di nota il DMA e la TAA).